# Pietzmoor

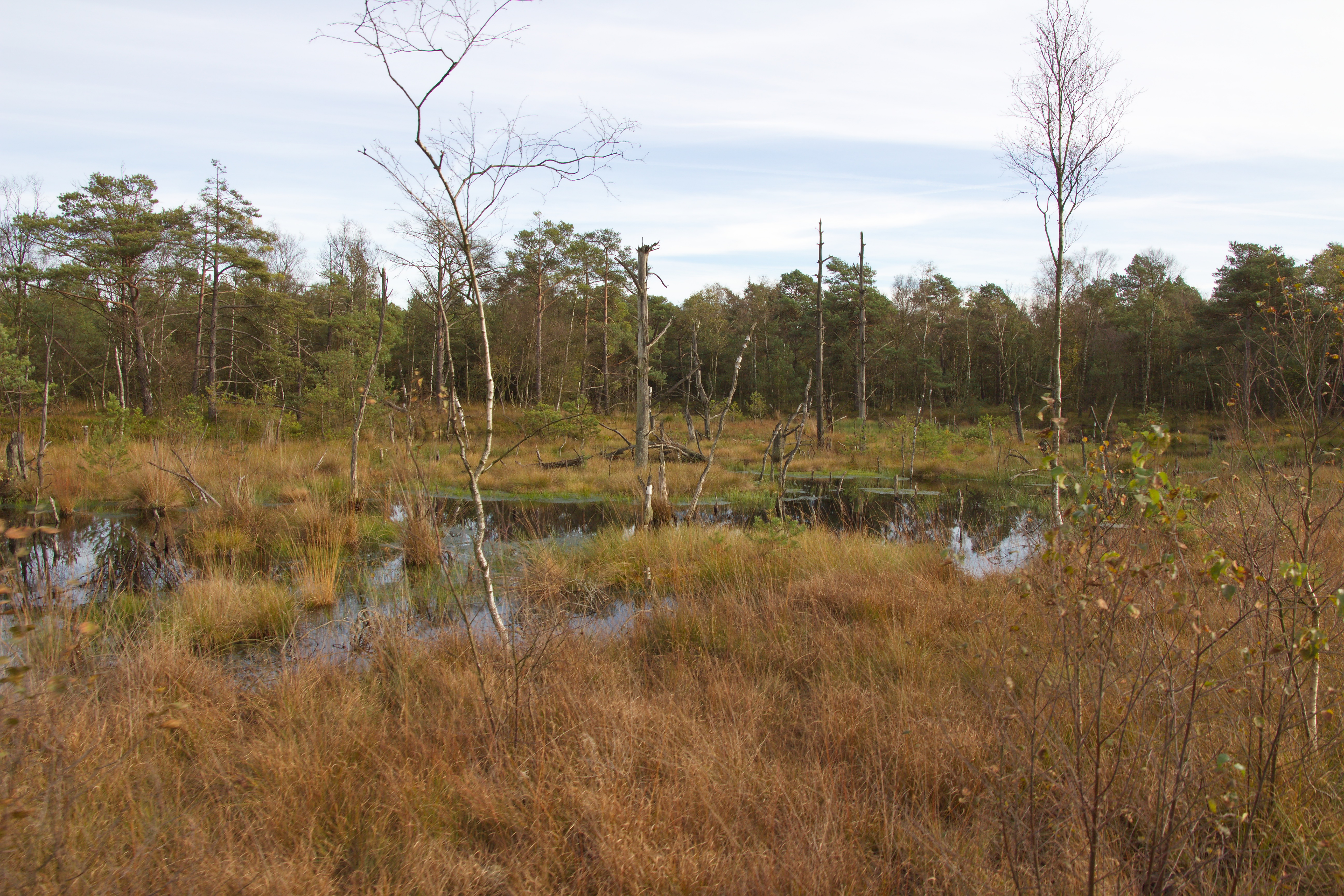
Im Pietzmoor

Das Pietzmoor, benannt nach dem östlich des Moores gelegenen Hof Pietz, ist das größte zusammenhängende Moor in der Lüneburger Heide. Das Hochmoor liegt südöstlich der Stadt Schneverdingen am Südrand des Naturschutzgebietes Lüneburger Heide. Das Pietzmoor hat eine durchschnittliche Torftiefe von 4 m, die maximale Mächtigkeit beträgt 7,5 m.
In dem Moor befindet sich das Quellgebiet der Böhme und der Veerse. So stellt es eine Wasserscheide zwischen der Aller im Osten und der Wümme im Westen dar, da es über die Böhme zur Aller und über die Veerse zur Wümme – und schließlich über Aller und Wümme in die Weser – entwässert.

## Entstehung
Entstanden ist das Moor vermutlich in der letzten Kaltzeit, der Weichsel-Kaltzeit, vor mehr als 10.000 Jahren. Mehrere Quellen entwickelten sich zu kleinen Quellmooren, die zu einem großen Niedermoor zusammenwuchsen. Im Laufe von etwa 5.000 Jahren entstand durch Seggen und Torfmoose eine hohe Pflanzendecke. Diese verlor den Kontakt zum Grundwasser, sodass das Moor nur noch durch Regenwasser gespeist wurde. Dadurch entstand dieses Hochmoor.

## Flora und Fauna
Der Kranich hat sich wieder eingefunden und zieht hier seine Jungen auf. Der Rundwanderweg bietet Gelegenheit, Moorfrösche, Waldeidechsen und Libellen zu beobachten. Auch Kreuzottern sind hier heimisch, weshalb auf entsprechenden Hinweisschildern vor dem Verlassen der Wege gewarnt wird. Die seltene Gelbe Moorlilie (Narthecium ossifragum) ist auf einigen Brachflächen in großen Beständen vorhanden. Wollgräser (Eriophorum), Sonnentau (Drosera), Rosmarinheide (Andromeda polifolia), Krähenbeeren (Empetrum) und Glocken-Heide (Erica tetralix) sind hier zu finden.

Flora und Fauna im Pietzmoor
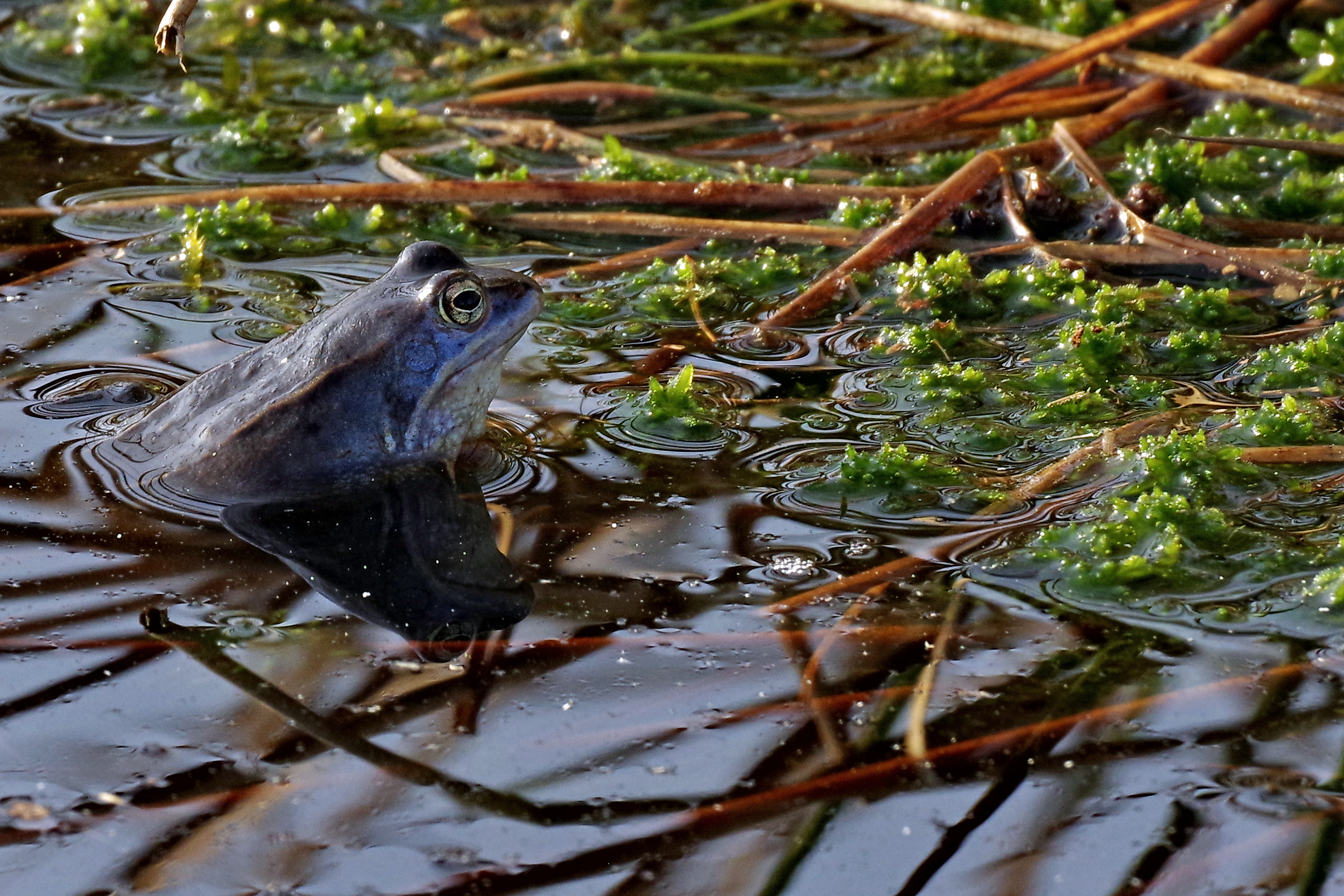
Moorfroschmännchen im Pietzmoor während der Laichzeit
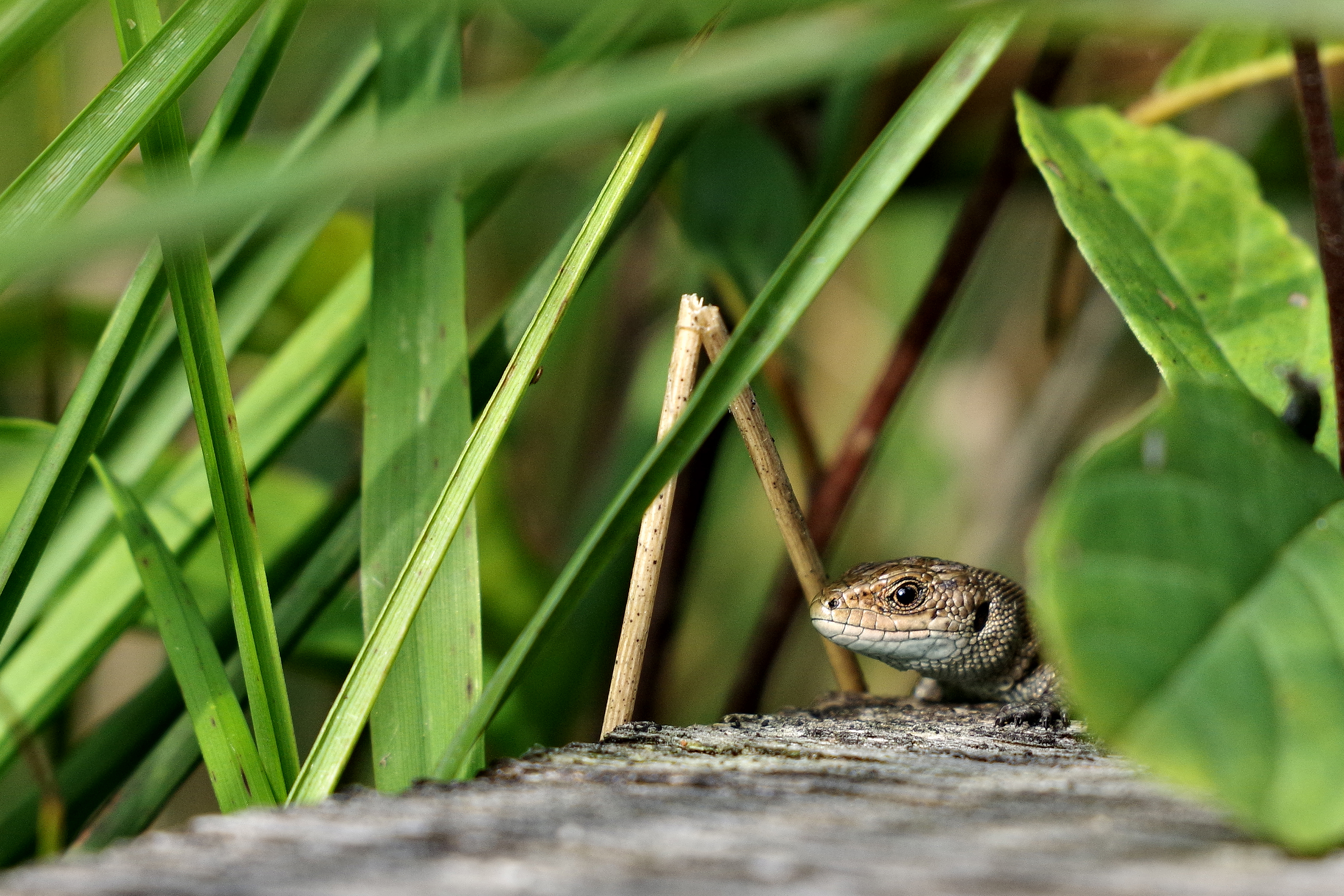
Juvenile Waldeidechse auf dem Holzbohlenrundwanderweg im Pietzmoor
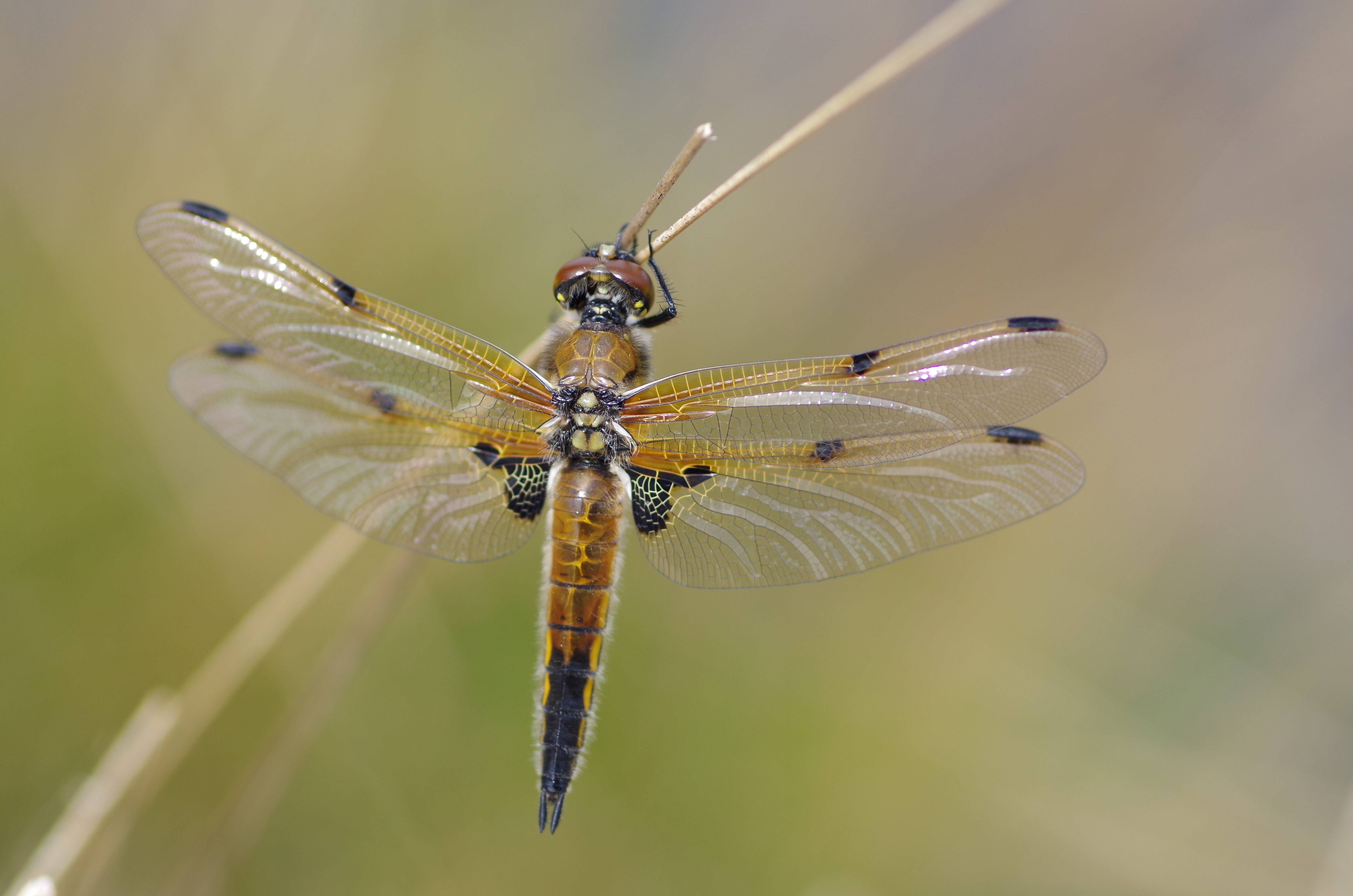
Vierflecklibelle im Pietzmoor
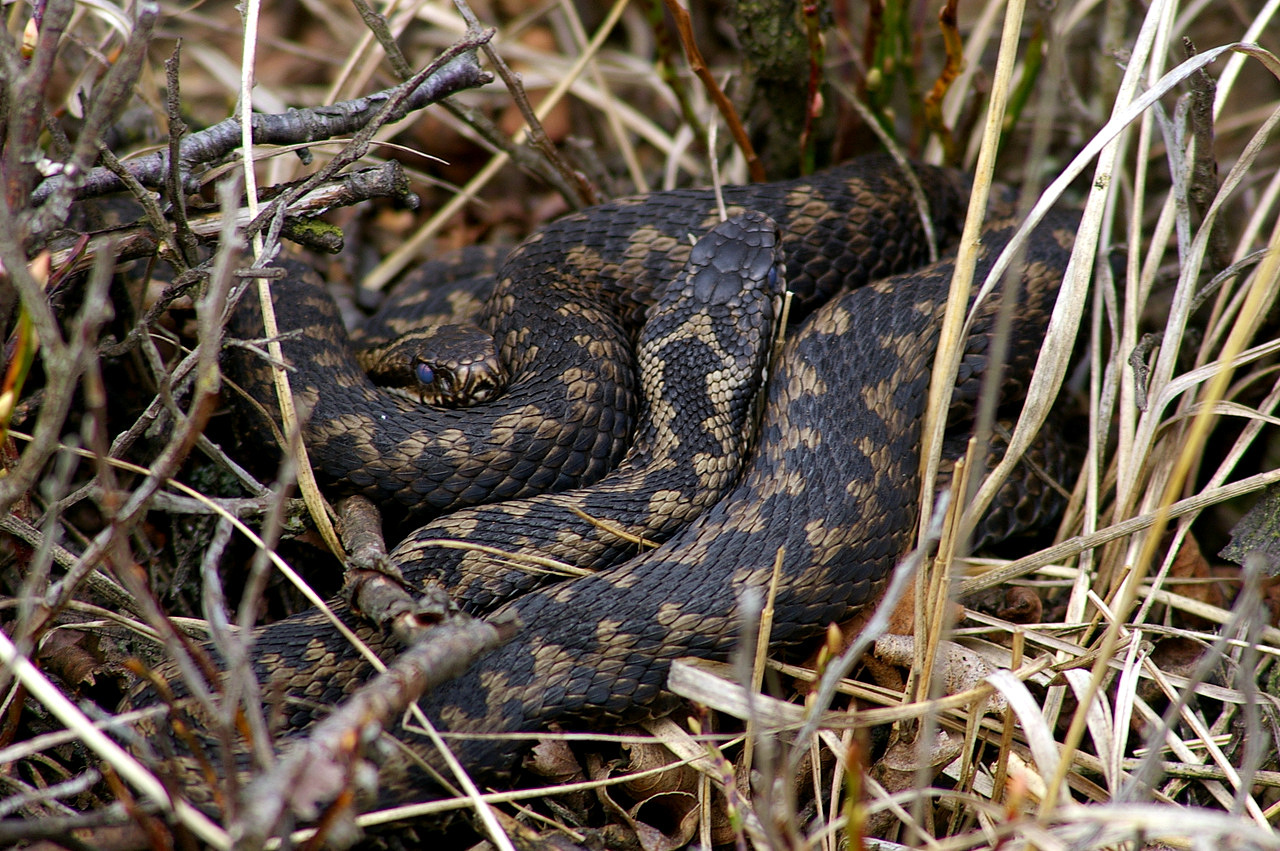
Zwei Kreuzottern im Pietzmoor kurz vor der Häutung
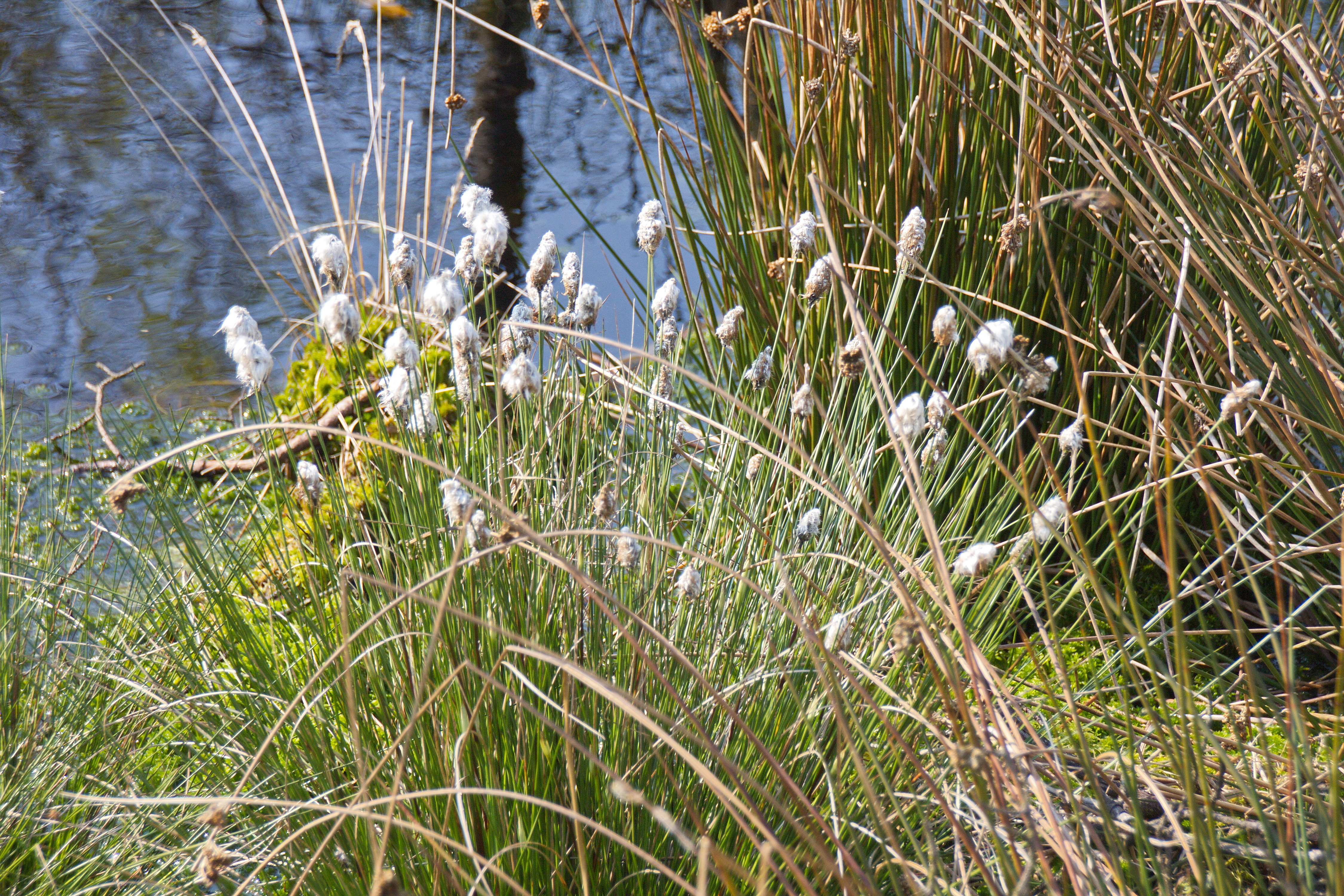
Wollgras im Pietzmoor
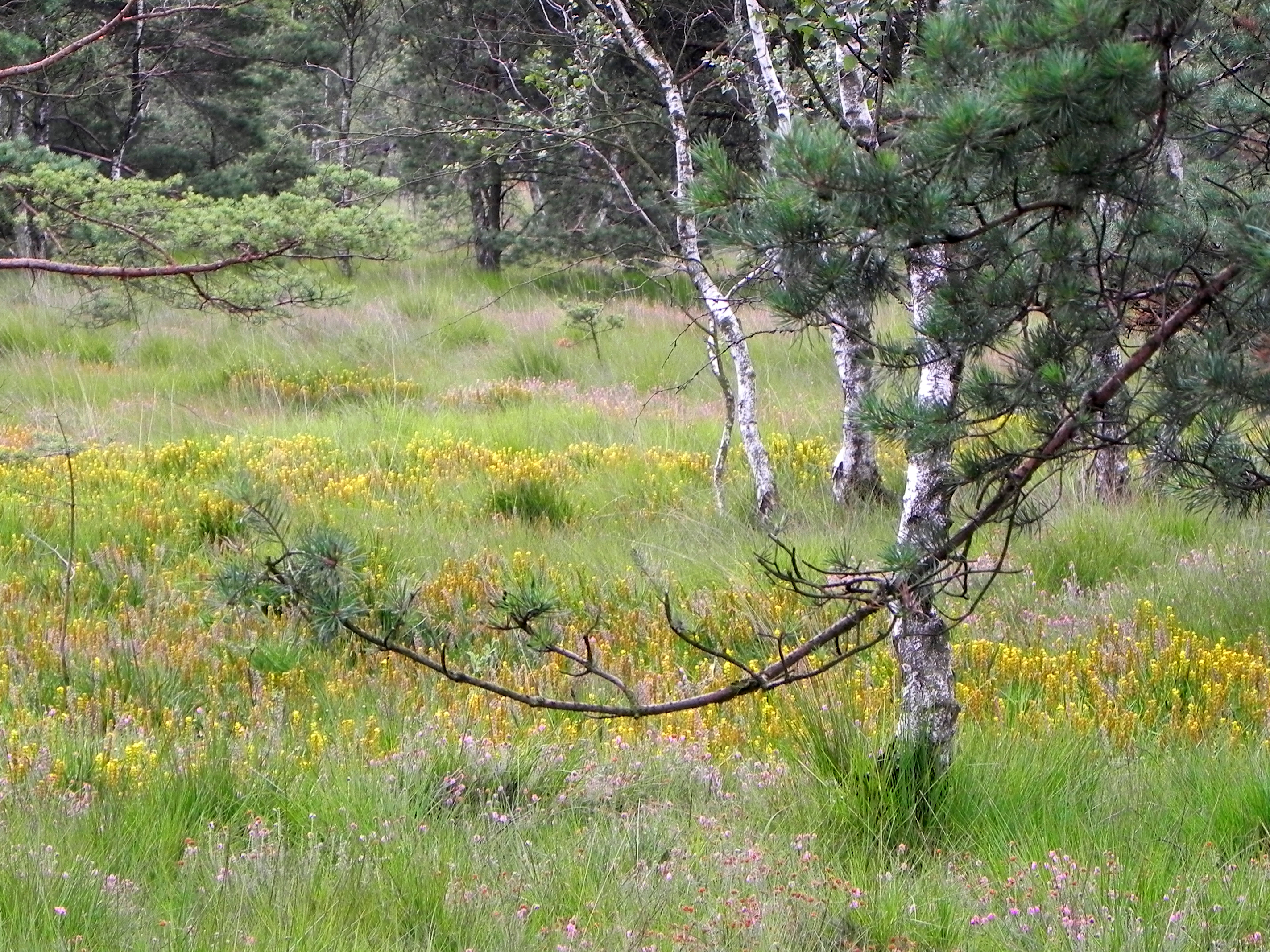
Gelbe Moorlilie und Glockenheide im Pietzmoor

## Nutzung
Seit dem 16. Jahrhundert bis in die 1960er Jahre diente das Pietzmoor den umliegenden Höfen und Ortschaften zur Gewinnung von Brenntorf. Bis in die Mitte des 18. Jahrhunderts stellte dieser bäuerliche Handtorfstich einen ökologisch unbedeutenden Eingriff dar, da nur eine geringe Entwässerung erfolgte und nur kleine Flächen abgetorft wurden. Ab 1857 begann eine Phase der planmäßigen Entwässerung und Ausbeutung des Pietzmoors, in der tiefe Entwässerungsgräben und Dämme zum Abtransport des Torfs angelegt wurden. Der Versuch, hier Torf industriell abzubauen, wurde wegen mangelnder Rentabilität aufgegeben. 1960 waren bereits 20 bis 25 Prozent des Pietzmoores abgetorft. Mitte der 1970er Jahre wurde mit der Renaturierung des Pietzmoores, später auch der umliegenden Moore, begonnen. Ein wesentliches Ziel dabei war es, den natürlichen Wasserhaushalt der Moore wiederherzustellen.
Den Nordostausläufer des Pietzmoorkomplexes bilden das Moor bei Hof Möhr sowie das Bockheberer Moor, die ebenfalls durch Entwässerung und Torfentnahme geprägt wurden. Auf Hof Möhr existierte von 1870 bis 1905 eine Ziegelei, deren Brennstoffbedarf aus dem Bockheberer Moor gedeckt wurde. Die umfangreichste Torfentnahme erfolgte während der 1930er Jahre für die Anlagen des Militärflugplatzes in Reinsehlen, dem späteren Camp Reinsehlen. Seit Mitte der 1980er Jahre erfolgten bei beiden Mooren Wiedervernässungsmaßnahmmen. Das Freyerser Moor, der Südausläufer des Pietzmoorkomplexes, ist ebenfalls durch Entwässerung und Torfentnahme geprägt worden.
Heute ist das Pietzmoor ein attraktives Naherholungsgebiet im Naturschutzgebiet Lüneburger Heide mit einer Größe von 2,5 km². Zwei Wanderwege (Bohlenwege) mit 4,8 km und 6,6 km Länge führen direkt durch die Moorlandschaften. Seit Mai 2011 gibt es einen Naturerlebnispfad.

Im Pietzmoor
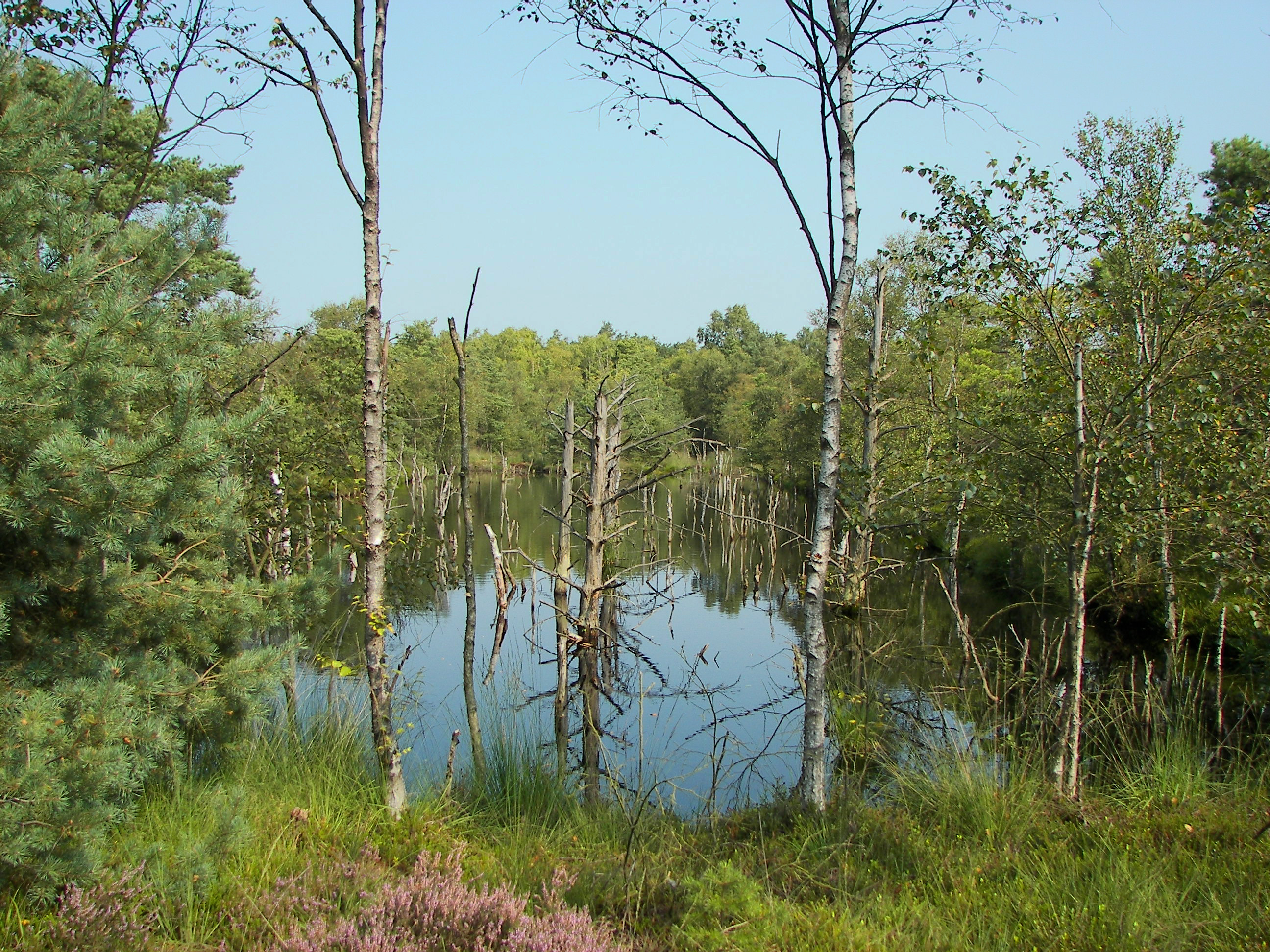
Aufgelassener, mit Wasser vollgelaufener Torfstich im Pietzmoor
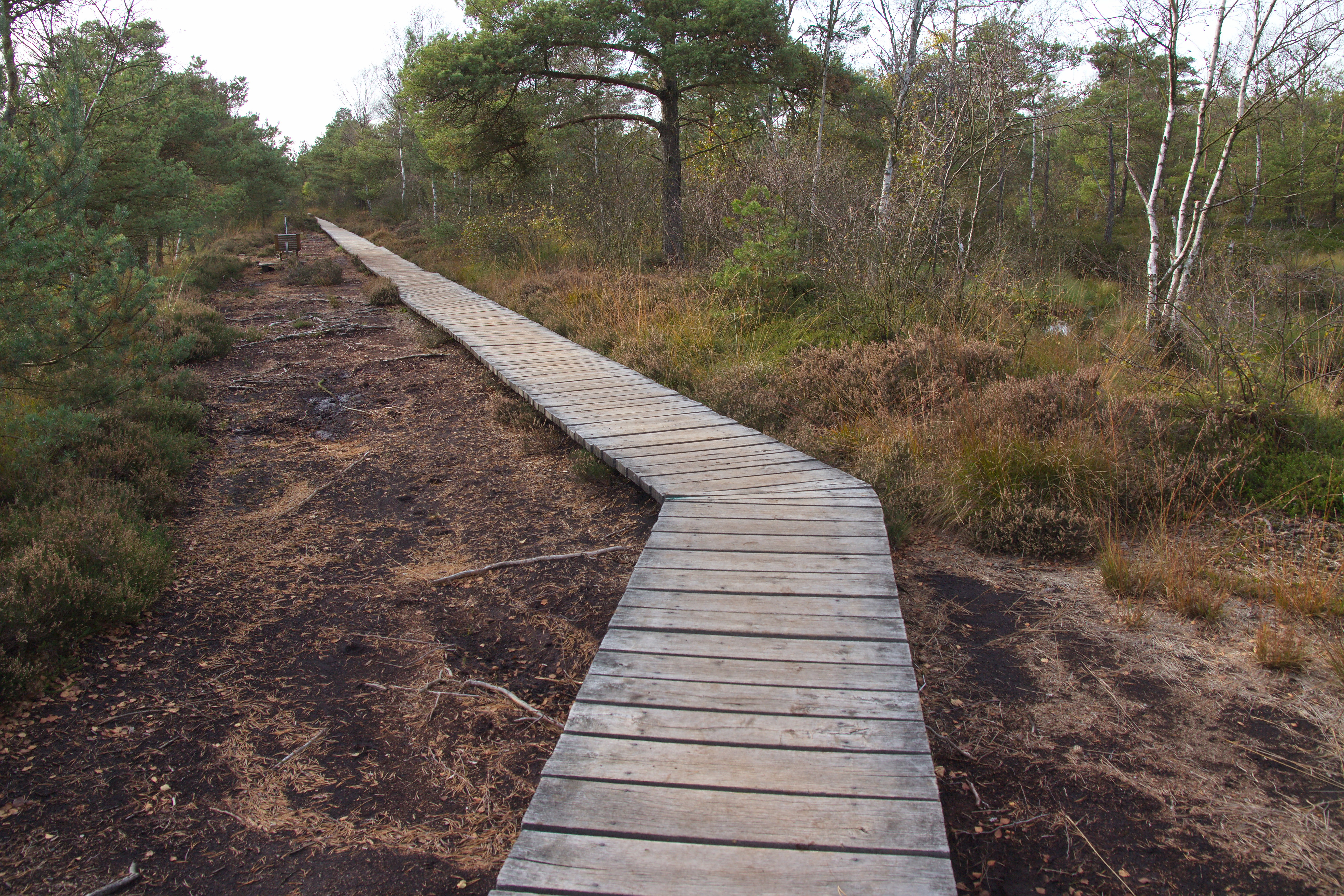
Holzsteg durch das Moor
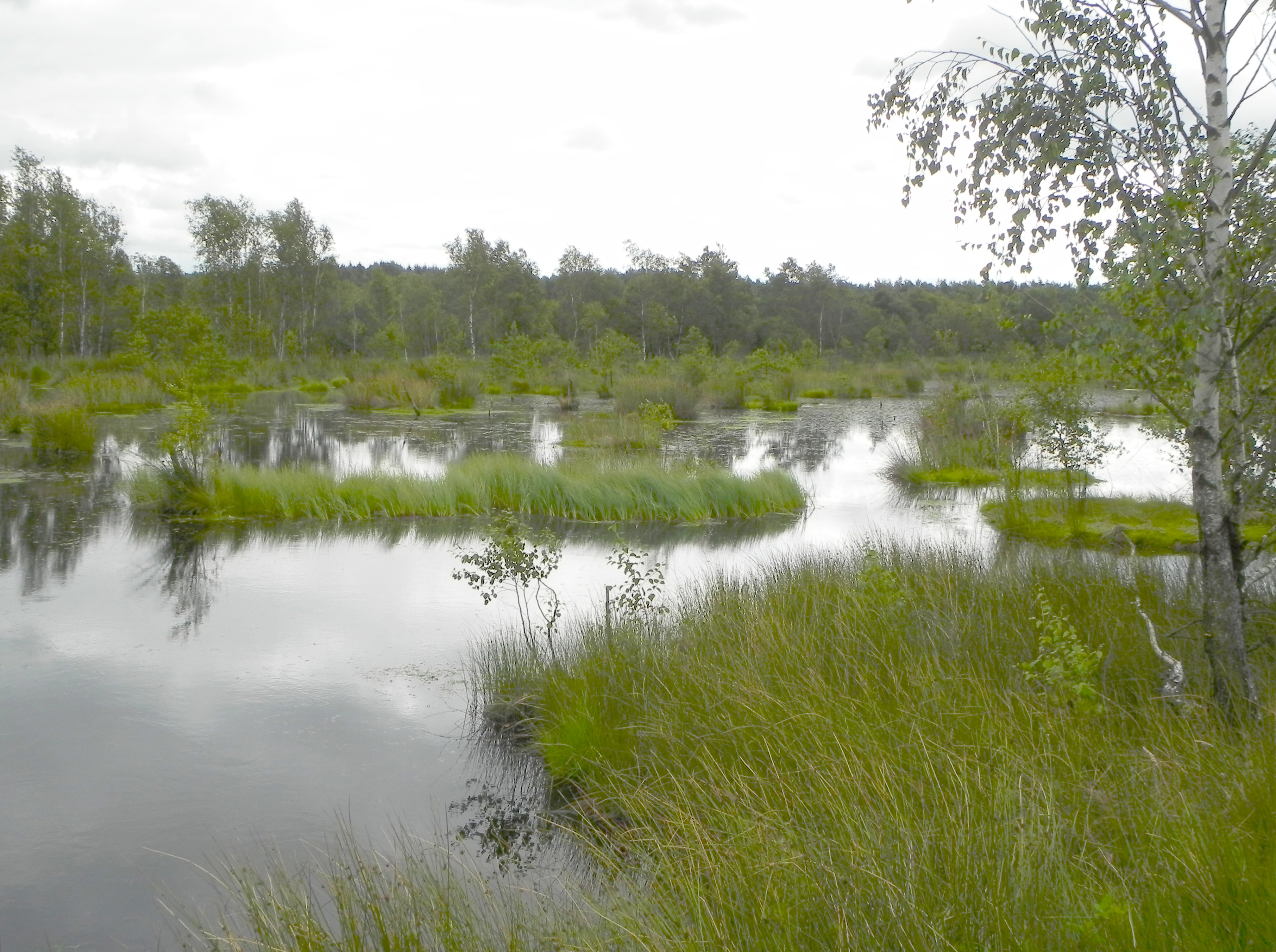
Quellgebiet der Böhme im Pietzmoor
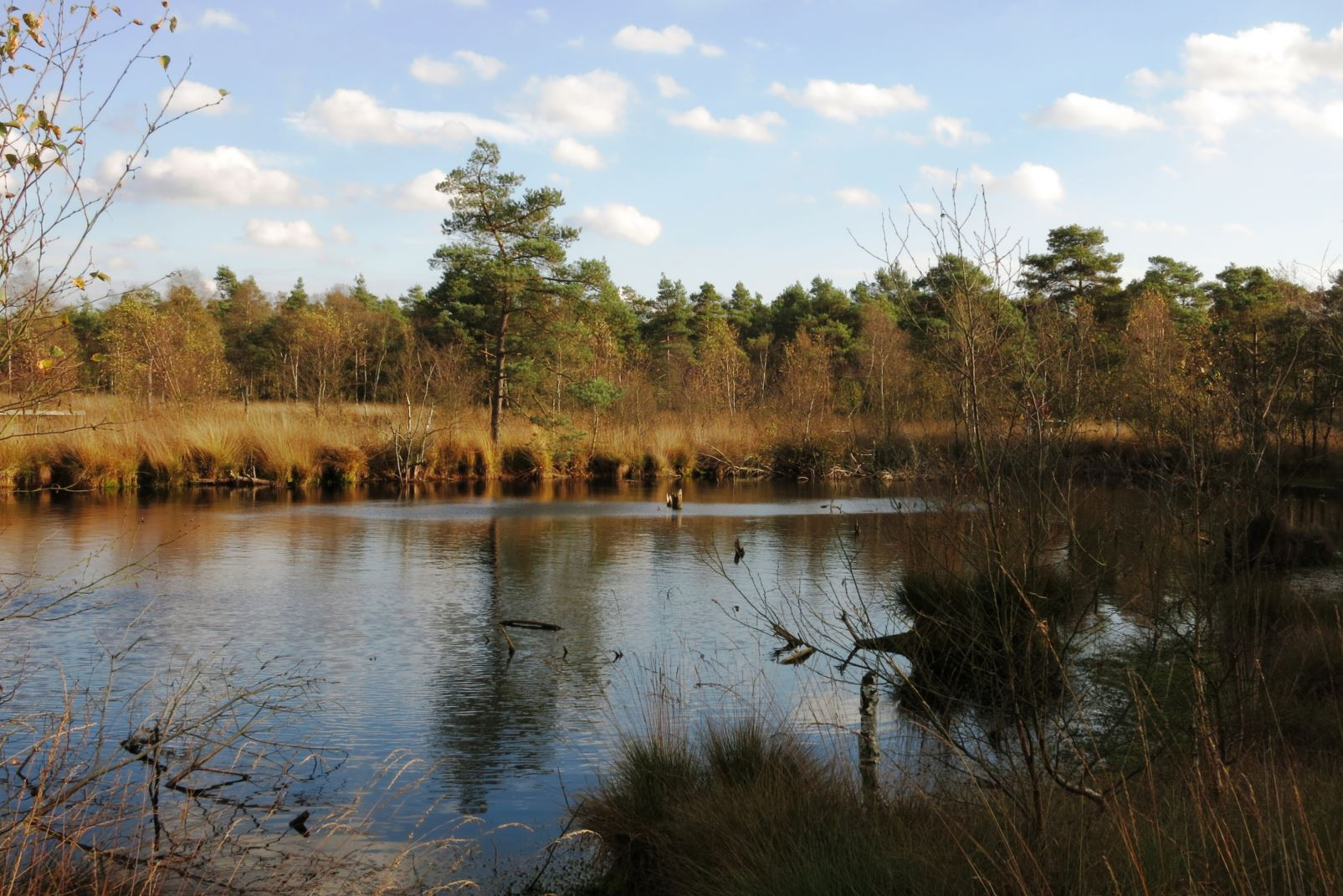
Landschaft im Pietzmoor

## Historische Kulturlandschaft
Das Pietzmoor ist eine 2,5 km² große historische Kulturlandschaft von landesweiter Bedeutung innerhalb des Kulturlandschaftsraums Nordheide. Diese Zuordnung zu den Kulturlandschaften in Niedersachsen hat der Niedersächsische Landesbetrieb für Wasserwirtschaft, Küsten- und Naturschutz (NLWKN) 2018 getroffen. Ein besonderer, rechtlich verbindlicher Schutzstatus ist mit der Klassifizierung nicht verbunden.